# Entre deux mers

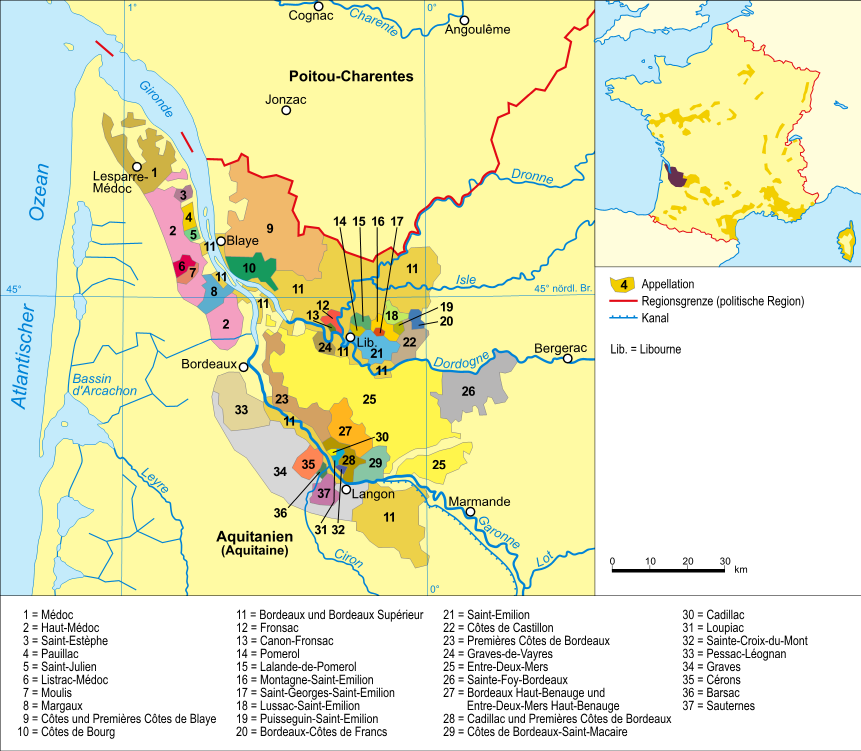
Karte des Weinbaugebiets Bordeaux – Entre deux mers liegt östlich der Stadt Bordeaux (Nummer 25, gelb gekennzeichnet)

Das Weinbaugebiet Entre deux mers (franz.: „Zwischen zwei Meeren“) in der gleichnamigen Landschaft umfasst über ein Viertel (23.000 ha) des Bordelais und ist damit die größte unterregionale Appellation der Region. 

## Herkunft des Namens
Die Bezeichnung „Entre deux Mers“ kommt nicht von la mer (= Meer), sondern von marée, dem französischen Wort für Flut. Denn in den beiden Flüssen Garonne und Dordogne, die das Weinbaugebiet begrenzen, macht sich die vom Atlantik über die Gironde landeinwärts drückende Flut bemerkbar. Dies würde es allerdings auch erlauben, eine Ableitung von la mer (= Meer) zuzulassen, da bei diesem Vorgang sich Spuren von Salzwasser in den beiden Flüssen feststellen lassen sollen, so dass der Name sich auch als Wortspiel deuten lässt.

## Weinbau
Die Appellation bezieht sich ausschließlich auf trockene Weißweine mit weniger als 4 g/l Restzuckergehalt. Der vorwiegend ton- und kieshaltige Boden eignet sich hierfür besonders gut. Hauptrebsorten sind Sauvignon Blanc, Sémillon und Muscadelle. Eine Nebenrolle spielen Merlot Blanc und Ugni Blanc. Die formalen Anforderungen an einen weißen Entre deux mers sind zwar kaum höher als für einfachen Bordeaux sec, die Winzer des Gebietes verkaufen aber nur ihre besseren Qualitäten als Entre deux mers. Diese Weißweine sind leichter als jene der Graves und passen gut zu Fischgerichten.
Im Jahr 2002 wurden auf 1448 ha gut 84.000 hl erzeugt. 1992 hatte die Produktion noch 168.500 hl auf 2700 ha Rebfläche betragen. Die darin zum Ausdruck kommende sinkende Nachfrage hat dazu geführt, dass im Entre deux mers-Gebiet inzwischen mehrheitlich Rotweine (ca. 75 %) erzeugt werden. Sie dürfen lediglich als Bordeaux bzw. Bordeaux supérieur verkauft werden und können ausgeglichen und charmant sein.

### Haut-Benauge
Die im Süden des Gebietes liegenden Gemeinden Arbis, Cantois, Escoussans, Cornac, Ladaux, Mourens, Saint-Pierre-de-Bat, Soulignac und Targon besitzen das Recht, die Appellationsbezeichnung Entre deux mers Haut-Benauge zu verwenden. Besitzt ihr Weißwein über 4 g/l Restzucker, erhält er die Appellation Bordeaux Haut-Benauge. Beide Bezeichnungen sind recht selten anzutreffen.